# Комиш (Сєверний район)
Коми́ш (рос. Камыш) — селище у складі Сєверного району Оренбурзької області, Росія.

## Населення
Населення — 16 осіб (2010; 21 у 2002).
Національний склад (станом на 2002 рік):
- росіяни — 100 %